# Тазаев, Алексей Иванович
Тазаев, Алексей Иванович (1916—1945) — участник советско-финской и Великой Отечественной войн, Герой Советского Союза.

## Биография
Родился в 1916 года в городе Колпино в рабочей семье. Русский. Поступил на Ижорские заводы формовщиком, затем освоил специальность слесаря.
Увлекался спортом — футболом, волейболом, стрельбой. Был лучшим нападающим футбольной команды. В 1938—1939 играл в составе футбольной команды «Динамо»(Петрозаводск). В 1939 г. стал чемпионом Карельской АССР по хоккею с мячом в составе команды «Динамо».
В 1937 году был призван в Красную Армию. Участвовал в Советско-финской войне 1939—1940 годов.
Вернувшись в Колпино, вновь работал на Ижорских заводах по специальности формовщик.

## Великая Отечественная война
Окончил курсы местной противовоздушной обороны (МПВО) и в начале 1941 года был назначен заместителем начальника районного штаба МПВО. Занимался организацией системы МПВО на заводе.
В феврале 1942 года добровольцем ушёл на фронт. Участвовал в кровопролитных боях в районе Невской Дубровки.
В январе 1945 года — командир взвода 781-го стрелкового полка 124-й стрелковой дивизии 39-й армии 3-го Белорусского фронта, лейтенант, воевал в Восточной Пруссии.
14 января 1945 года Тазаев в числе первых ворвался в район противника на окраине населённого пункта Пилькаллен (в настоящее время посёлок Добровольск Краснознаменского городского округа Калининградской области). Здесь захватил и в течение двух суток, до прибытия подмоги, удерживал несколько домов, отражая контратаки врага. Был тяжело ранен, но остался в строю. Умер от ран на третий день боя.
Похоронен в братской могиле в посёлке Добровольск.

## Награды
19 апреля 1945 года Алексею Тазаеву посмертно было присвоено звание Героя Советского Союза.
Награждён орденами Ленина, Отечественной войны 2-й степени, Красной Звезды, медалями «За отвагу», «За оборону Ленинграда».

## Память
- Улица Тазаева в городе Колпино (до 1965 года Спортивная).
- Именем Алексея Тазаева названо профессионально-техническое училище № 6 (ныне Ижорский политехнический профессиональный лицей).
- Именем Алексея Тазаева названо судно министерства рыбного хозяйства.
- В детском доме школе-интернате № 27 есть «Зал 124-й Мгинско-Хинганской Краснознамённой ордена Суворова стрелковой дивизии» и экспозиция, посвящённая подвигу А. И. Тазаева, в вестибюле ИППЛ установлен его бюст.
- В 2004 году его имя внесено в Листы памяти «Золотой книги Колпино».
- Ежегодно, начиная с 1970 года, в Колпино проводится легкоатлетический пробег в честь Алексея Тазаева.